# Eurydike (Tochter des Amphiaraos)
Eurydike (altgriechisch Εὐρυδίκη Euridíkē) war in der griechischen Mythologie eine Tochter des Sehers Amphiaraos und seiner Gemahlin Eriphyle.
Ihre Brüder waren Amphilochos und Alkmaion, ihre Schwester war Demonassa, die Gattin des Thersandros. Der antike griechische Schriftsteller Pausanias berichtet, dass Eurydike auf der Kypseloslade zusammen mit Demonassa und Alkmaion neben ihrer Mutter Eriphyle vor dem Haus ihres Vaters Amphiaraos stehend abgebildet war.